# Heini Gränicher

Heini Gränicher (1924–2004)

Heini Gränicher (eigentlich Walter Hans Heini Gränicher) (* 11. Februar 1924 in Zofingen; † 18. Dezember 2004) war ein Schweizer Physiker. Er leitete das Eidgenössische Institut für Reaktorforschung und war zeitweise auch Direktor des Nationalen Energie-Forschungs-Fonds.

## Werdegang
Hans Gränicher wurde am 11. Februar 1924 in Zofingen geboren. Er besuchte die Primarschule in Schwanden (Kanton Glarus) und die Höhere Stadtschule in Glarus. 1942 erlangte er am Städtischen Gymnasium in Bern die Matura (Typus B). Er studierte in Bern, Genf und an der ETH Zürich Physik. 1948 erwarb er das Diplom als Naturwissenschaftler mit Hauptrichtung Physik. Hier arbeitete er mit dem später bekannten Physiker Paul Scherrer. 1954 wurde er Leiter der «Kristallgruppe» von Festkörperphysikern.
1972 bis 1987 war Gränicher Direktor des Eidgenössischen Instituts für Reaktorforschung (EIR). Er reorganisierte das wenig vorher von der Privatwirtschaft übernommene Institut und führte es zu einem modernen, gut geführten Betrieb, der nicht auf Kernenergie beschränkt blieb, sondern auch der Erforschung von Alternativenergie einen bleibenden Platz sicherte. Aus wissenschaftspolitischen Gründen wurden das EIR und das Schweizerische Institut für Nuklearforschung zum Paul-Scherrer-Institut zusammengelegt. Im Zuge der Fusion verlor Gränicher seine Direktionsstelle.
Gränicher übte auch Leitungsfunktionen in Schweizer Forschungsgremien aus, z. B. im Nationalen Energie-Forschungs-Fonds.

## Forschungsschwerpunkte
Gränicher interessierte sich für die Phasenumwandlungen in Isolatoren, besonders Ferroelektrika. Das sind später neu definierte strukturelle Phasenumwandlungen nicht destruktiver Art.
Er gab der Festkörperphysik feste Impulse und prägte auch die Schweizer Energieforschung.
Besondere Verdienste erwarb er sich auf dem Gebiet der Eis-Physik, vor allem der entsprechenden Protonen-Leitfähigkeit. Dank seinen Arbeiten wurde Gränicher zu Ehren eine Insel, konkret Gränicher Island in der Antarktis, nach ihm benannt. 1962 nahmen auch die beiden Nobelpreisträger Manfred Eigen und Lars Onsager an einer von ihm organisierten Konferenz in Erlenbach teil, was Gränichers Bedeutung belegt.

## Publikationen
- Gitterfehlordnung und physikalische Eigenschaften hexagonaler und kubischer Eiskristalle. Wiesbaden-Kohlheck 1958.
- Review on Problems of the Physics of Ice. In: Physics of Ice. Plenum Press, 1969, S. 1–18.
- Die Stellung des EIR (Eidgenössisches Institut für Reaktorforschung) in der schweizerischen Kerntechnik. In: Neue Technik. Nr. 11, 1974.
- mit Albert Ziegler (Hrsg.): Ethische Aspekte der Energiefrage. ACE, 1989.
- Messung beendet – was nun? Einführung und Nachschlagewerk für die Planung und Auswertung von Messungen. 2. Auflage. vdf Hochschulverlag an der ETHZ, Zürich 1996, ISBN 3-519-13659-7.
- als Hrsg.: NEFF 1977–97: Förderung der Energieforschung: allgemeiner Rechenschaftsbericht zum Abschluss der Tätigkeit des NEFF; Bedeutung der NEFF-Förderung; zwanzig ausgewählte Forschungsprojekte / Funding of Swiss energy research; final report of the Foundation NEFF; relevance to Swiss energy research; twenty reports on selected project / Cncouragement de la recherche énergétique: bilan général à l’occasion de la fin des activités du NEFF; importance de l’encouragement du NEFF pour la recherche énergétique de la Suisse; sélection de vingt projets de recherche. Hochschulverlag an der ETH Zürich, Zürich 1997.